# Nick Pivetta
Nicholas John Carlo Pivetta (14 de febrero de 1993) es un lanzador canadiense de los Boston Red Sox del beisbol de Grandes Ligas (MLB). Los Nacionales de Washington seleccionaron a Pivetta en la cuarta ronda del draft de la MLB de 2013. Fue cambiado a los Philadelphia Phillies durante la temporada del 2015 e hizo su debut en la MLB con ellos en 2017 y jugó hasta el 2020. Mide 2 metros de altura y pesa 99,8 kg. Lanza y batea con la mano derecha.

## Carrera

### Instituto y universidad
Pivetta nació en Victoria, Columbia Británica, Canadá. Asistió a la escuela secundaria Lambrick Park en Saanich, Columbia Británica. No pudo lanzar en su último año en la escuela secundaria debido a una lesión en el ligamento colateral cubital en el codo derecho. Fue miembro de la Selección Nacional Canadiense Juvenil de 2009 a 2012 al participar en el Campeonato Mundial Sub-18 de 2010.
Asistió a New Mexico Junior College, donde jugó para los Thunderbirds con una beca de béisbol y se graduó en 2013. En su primera temporada, tuvo marca de 4-1 con efectividad de 4.83 en 54 entradas. Como estudiante de segundo año, en 2013, tuvo marca de 9-2 con efectividad de 3.36, un promedio de bateo de .235 y lanzó 6 juegos completos. Baseball America lo nombró el sexto mejor prospecto universitario junior en 2013, y Perfect Game USA lo clasificó como el tercer mejor prospecto universitario junior, ya que su bola rápida alcanzó las 97 millas por hora . Jugó para los Victoria Eagles de la Premier League de béisbol de la Columbia Británica de béisbol juvenil y para los Victoria HarbourCats de la liga universitaria de verano de la costa oeste.

### Washington Nationals
Los Washington Nationals seleccionaron a Pivetta en la cuarta ronda del draft de la MLB de 2013 procedente de New Mexico Junior College. Firmó con los Nacionales por $ 364,300 e hizo su debut profesional con los Nacionales de la Costa del Golfo de la Liga de la Costa del Golfo de Novatos. Terminó la temporada con los Auburn Doubledays de la liga Clase A New York-Pennsylvania. En nueve juegos (ocho aperturas) entre los dos equipos, tuvo marca de 1-1 con efectividad de 2.91.
En 2014, Pivetta jugó en la Clase A con los Hagerstown Suns, donde fue reconocido entre los All-Star de mitad de temporada de la Liga del Atlántico Sur, también como Lanzador de la Semana de la SAL del 23 de junio. Con sus 13 victorias fueron terceros en la SAL y empatados en el primer lugar entre todos los equipos de ligas menores de Washington. Terminó la temporada con un récord de 13–8, efectividad de 4.22 y WHIP de 1.37 en 26 juegos (25 aperturas; empatado en el séptimo lugar en la liga). Después de la temporada, Baseball America lo nombró el décimo mejor prospecto en el sistema de ligas menores de los Nacionales.
En 2015, Pivetta tuvo marca de 7-4 con efectividad de 2.29 para la Clase A-Advanced Potomac Nationals, y fue un All Star de la Liga de Carolina .

### Filadelfia Phillies

#### 2015-2017
El 28 de julio de 2015, los Nacionales cambiaron a Pivetta a los Filis de Filadelfia por Jonathan Papelbon .
En 2016, tuvo marca de 11-6 (con sus 11 victorias fue el tercero en la liga) con una efectividad de 3.41 (sexto) y 111 ponches (sexto) para los Double-A Reading Phillies, con quienes Pivetta fue un All Star de mitad de temporada de la Liga del Este. También tuvo marca de 1-2 con efectividad de 2.55 y 27 ponches en 24.2 entradas en cinco aperturas para Triple-A Lehigh Valley IronPigs. Los Filis lo agregaron a su roster de 40 después de la temporada 2016.
Pivetta jugó para la selección de Canadá en el Clásico Mundial de Béisbol de 2017.
En 2017, Pivetta tuvo marca de 5-0 con efectividad de 1.41 para los IronPigs, y fue el lanzador de la semana de las ligas menores de los Filis durante la semana que terminó el 16 de abril. Pivetta fue ascendido al roster de 25, el 30 de abril, y tuvo su debut en las mayores el mismo día contra Los Angeles Dodgers. Entonces tenía marca de 8-10 con efectividad de 6.02 y 140 ponches en 133 entradas para los Filis. Entre los novatos de las Grandes Ligas, fue el primero en ponches por cada nueve entradas lanzadas (9.47, mínimo 125 entradas lanzadas; la proporción más alta jamás lograda por un novato de los Filis con al menos 25 aperturas) y el tercero en ponches (140; empatado en la novena mayor cantidad de ponches en una temporada para un novato de los Filis).

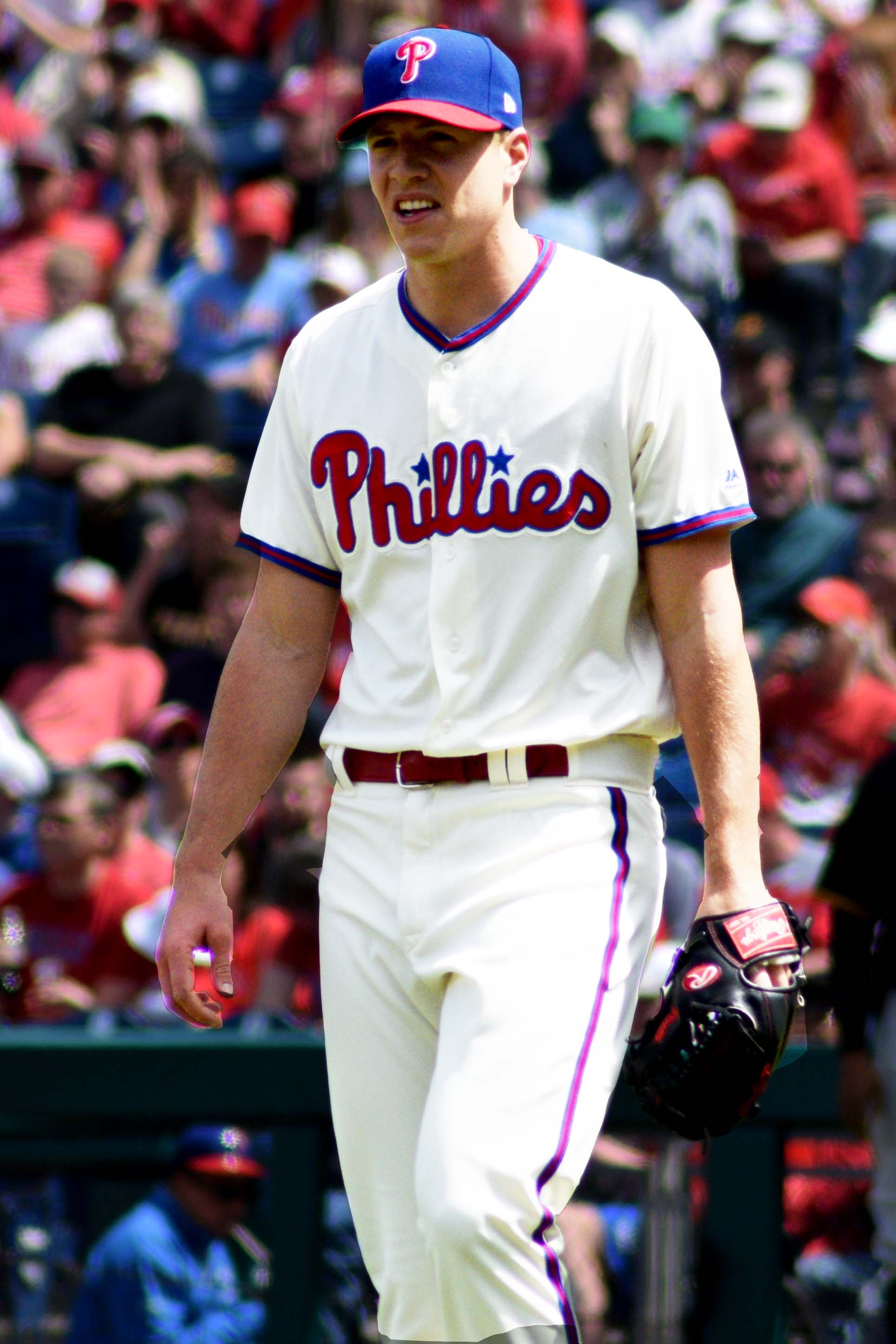
Nick Pivetta en 2018

En 2018, Pivetta tuvo marca de 7-14 con efectividad de 4.77, quinto en la Liga Nacional con 10.32 ponches por cada 9 entradas lanzadas (la segunda tasa más alta de cualquier lanzador de los de Filadelfia en la historia de la franquicia, detrás de los 11.29 de Curt Schilling en 1997), octavo en la Liga Nacional en ponches (188) y lanzamientos descontrolados (11), noveno en la Liga Nacional en juegos iniciados (32) y ponches/base por bolas (3.69), y lideró las ligas mayores en permitir a los bateadores rivales el promedio de bateo más alto en balones en juego (.326). Ponchó a 13 bateadores, el máximo de su carrera, el 18 de junio contra St. Louis. Su bola rápida llegó a alcanzar las 98 millas por hora.
En 2019, Pivetta tuvo problemas al comienzo de la temporada antes de ser enviado a AAA. Con Lehigh Valley tuvo foja de 5-1 con efectividad de 3.07, ya que en 9 juegos (6 aperturas) y 41.0 entradas ponchó a 58 bateadores (con una relación de 12.7 ponches/entrada, 5° mejor en la Liga Internacional), y permitiendo 23 hits tuvo la mejor estadística  de número de hits por cada 9 entradas en la liga con 5.0. El 19 de julio, se anunció que sería trasladado a un papel de relevista. En 2019 con los Phillies tuvo marca de 4-6 con un salvamento y efectividad de 5.38, ya que, en 30 juegos (13 aperturas), lanzó 93.2 entradas.
Pivetta Hizo tres aspectos con Filadelfia durante el inicio-retrasó 2020 estación, registrando una 15.88 ERA en  5+2⁄3 innings pitched.

### Con los Boston Red Sox
El 21 de agosto de 2020, Pivetta fue traspasado a los Boston Red Sox, junto con Connor Seabold, a cambio de Brandon Workman, Heath Hembree y dinero en efectivo. Pivetta fue agregado en lista activa de Boston, el 22 de septiembre, lanzando ese día contra los Baltimore Orioles. En sus dos apariciones para los Medias Rojas de 2020, Pivetta obtuvo dos victorias mientras compilaba una efectividad de 1.80 con 13 ponches en 10 entradas lanzadas.
Pivetta comenzó la temporada 2021 como parte de la rotación titular de Boston. En sus primeras siete aperturas, consiguió un récord de 5-0, antes de ser colocado en la lista de lesionados relacionados con COVID-19 por un día, el 12 de mayo, debido a los efectos secundarios de la vacuna. El 24 de junio, Pivetta lanzó un No hit no run en 6 entradas y 2 tercios contra los Tampa Bay Rays ; fue retirado del juego después de hacer más de 100 lanzamientos, y los Medias Rojas perdieron tanto el juego sin hits como el partido. El 5 de septiembre, Pivetta se colocó en la lista de lesionados relacionada con COVID y regresó al equipo el 12 de septiembre. En general, durante la temporada regular, Pivetta hizo 31 apariciones (30 aperturas) para Boston, compilando un récord de 9–8 con 4.53 de efectividad (obtuvo un salvamento en su única aparición como relevista) mientras ponchaba a 175 bateadores en 155 entradas. Hizo tres apariciones (una apertura) en la postemporada, permitiendo 4 carreras en 13 innings y 2 tercios.

## Su estilo
Pivetta lanza una bola rápida de cuatro costuras, una bola curva, un slider y un cambio de velocidad. Se basa principalmente en su bola rápida, que promedia 96 millas por hora (154,5 km/h), y sus lanzamientos quebrados. En 2017 y 2018, lanzó su recta 59 % de las veces; su curva de 80 millas por hora (128,7 km/h), 19 % del tiempo; y su slider, de 85 millas por hora (136,8 km/h), el 15% del tiempo.